# Point-Nepean-Nationalpark
Der Point-Nepean-Nationalpark ist ein Nationalpark im äußersten Süden des australischen Bundesstaates Victoria, 60 km südlich des Stadtzentrums von Melbourne. Point Nepean ist der südlichste Punkt von The Rip, einem gefährlichen Seegebiet an der Einfahrt zu Port Phillip, und das westliche Ende der Mornington Peninsula. Es wurde nach dem britischen Politiker und Kolonialverwalter Sir Evan Nepean (1751–1822) benannt. Die Spitze der Halbinsel bildet den gleichnamigen Nationalpark, während die Küstenabschnitte zum Port-Phillip-Heads-Marine-Nationalpark gehören. Cheviot Beach liegt ebenfalls am Point Nepean. Dort strandete 1887 die SS Cheviot und am 17. Dezember 1967 verschwand dort der australische Premierminister Harold Holt spurlos. Vermutlich ist er ertrunken.

## Geschichte
Die Beweise für eine Besiedlung dieses Gebietes durch die Aborigines lassen sich 40.000 Jahre zurückverfolgen. Point Nepean war ein Geburtsplatz für die Frauen der Bunurong. Im Nationalpark finden sich 70 ausgewiesene archäologische Fundstätten der Aborigineskultur.
Kalkstein wurde von den Küstenklippen bereits seit den ersten Tagen der europäischen Besiedlung abgebaut und 1840 wurden zwei Kalksteinbrüche angelegt. Die Quarantänestation am Point Nepean wurde 1852 eröffnet und ist damit die zweitälteste in Australien. Sie enthält die ältesten Gebäude, die für diesen Zweck in Australien errichtet wurden. Vier der Krankenhaushauptgebäude (erbaut 1857) sind 16 Jahre älter als die ältesten derartigen Gebäude in Sydney. Die Quarantänestation wurde bis 1980 betrieben.
Das erste Postamt am Point Nepean wurde am 1. April 1859 eröffnet, aber bereits 1865 wieder geschlossen. Die ersten militärischen Befestigungen entstanden ab 1878. Geschützbatterien wurden am Fort Nepean 1886 und bei Eagles Nest 1888 aufgebaut. 1911 entstand eine Geschützbatterie am Fort Pearce. Nach dem Abbau der Küstenartillerie nach dem Zweiten Weltkrieg wurden die Gebäude von 1951 bis 1985 von einer Officer Cadet School (Kadettenschule) und der School of Army Health (Krankenpflegerschule) genutzt.

### Landverkäufe und Nationalpark
Teile des Point Nepean wurden 1988 zum Nationalpark erklärt. Die australische Bundesregierung bot das Land 1998 und nochmals 2001 dem Bundesstaat Victoria zum Kauf an, aber Victoria schlug die Angebote aus.
2002 schlug das Verteidigungsministerium den Verkauf von 311 ha Land für zivile Nutzung vor und wollte 1,6 ha selbst behalten, weil dort die Erde verseucht war und noch scharfe Artilleriemunition lagerte. Die Verkaufspläne wurden aber 2003 nach heftigen Protesten der Bevölkerung wieder aufgegeben. 2004 wurden 90 ha Land vom Verteidigungsministerium an den bundeseigenen Point Nepean Community Trust abgegeben, der die frühere Quarantänestation verwaltete, bis das Land am 8. Juni 2009 an die Regierung von Victoria überschrieben wurde. Der australische Bundesstaat überschrieb auch 205 ha Buschland – früher im Schwenkbereich der Geschützbatterien gelegen – an Parks Victoria und die verbleibenden 17,6 ha an das Mornington Peninsula Shire zur kommunalen Nutzung.
Die frühere Quarantänestation wurde im Dezember 2009 als Teil der Drogengruppe im Nationalpark für die Öffentlichkeit wieder geöffnet.

## Militärruinen

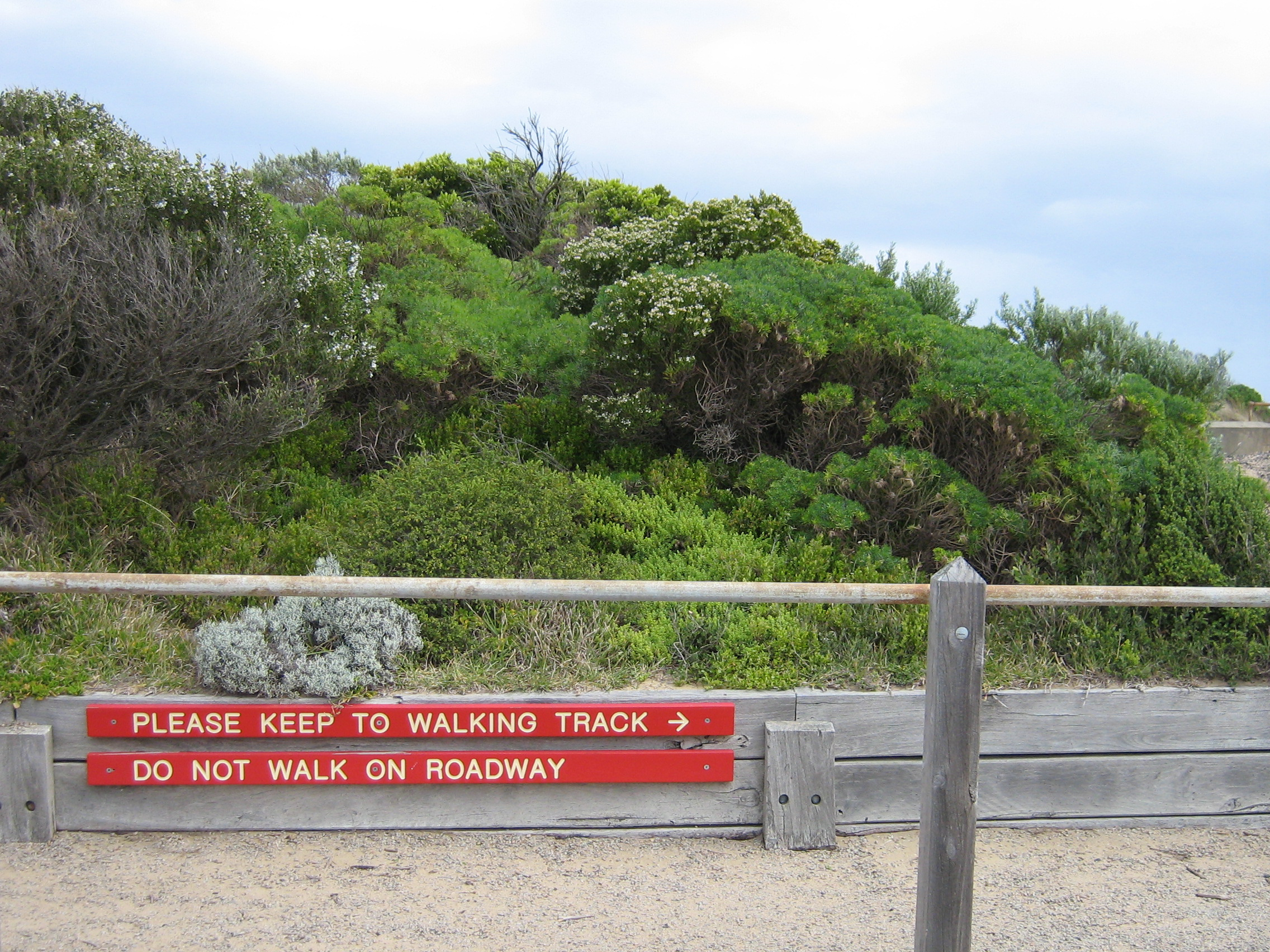
Uferweg am Point Nepean

Folgende Ruinen aus der Zeit der militärischen Nutzung von Point Nepean sind heute noch im Nationalpark zu sehen (Die wichtigsten Ruinen sind dabei kursiv angegeben):
- Gun Junction – Ruinen einer Geschützbatterie und eines Wachhäuschens
- Norris Barracks – besteht aus Gebäuden der früheren Quarantänestation
- 25 m Geschützschwenkbereich
- Cattle Jetty Ruins (1879) – Ausguck
- Friedhof von Point Nepean (1854–1952)
- Cheviot Hill

Geschützbatterie aus dem Zweiten Weltkrieg, mit Ausguck
- Maschinengewehrstand
- Eagles Nest
- Fort Pearce

Kaserne Pearce
Geschützstände
- Fort Nepean

historische Schutzmauer
8 Gewehrstände
Maschinenhaus
historische Gewehrläufe
unterirdische Tunnels

## Umwelt
Die Küsten am Point Nepean bestehen aus Riffplattformen, die bei Ebbe trocken liegen und Lebensraum für viele wirbellose Tiere bieten, und Unterwasserriffe mit verschiedenen Fischarten, wirbellosen Tieren und Krustentieren, wie Seescheiden, Schwämmen und Moostierchen.